# 迪济
迪济（法語：Dizy，法語發音：[dizi]）是法国马恩省的一个市镇，属于埃佩尔奈区。

## 地理
迪济（49°3'55"N, 3°58'0"E）面积3.23 平方千米，位于法国大東部大區马恩省，该省份为法国东北部内陆省份，北起阿登省，西北接埃纳省，西南接塞纳-马恩省，南至奥布省，东南接上马恩省，东临默兹省。
与迪济接壤的市镇（或旧市镇、城区）包括：尚皮永、阿伊香槟、奥特维莱尔、马让塔。

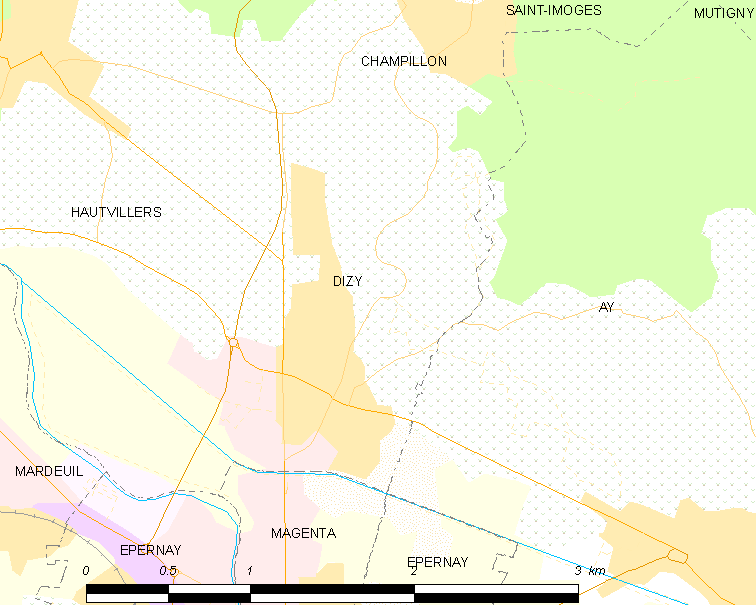
迪济的OSM定位图

迪济的时区为UTC+01:00、UTC+02:00（夏令时）。

## 行政
迪济的邮政编码为51530，INSEE市镇编码为51210。

## 政治
迪济所属的省级选区为埃佩尔奈第一县。

## 人口

1962-2008年间迪济人口变化图示

迪济于2022年1月1日时的人口数量为1485人。